# Touche d'espoir
Albums de Assassin
L'Homicide volontaire
(1995)
 (mars 2024).
Si vous disposez d'ouvrages ou d'articles de référence ou si vous connaissez des sites web de qualité traitant du thème abordé ici, merci de compléter l'article en donnant les références utiles à sa vérifiabilité et en les liant à la section « Notes et références ».

Touche d'espoir est le troisième album studio du groupe Assassin, sorti chez Assassin Production le 27 mars 2000. C'est le dernier album studio du groupe.

## Liste des pistes
| No  | Titre                                  | Compositeur(s) / Auteur(s)                      | Durée |
| --- | -------------------------------------- | ----------------------------------------------- | ----- |
| 1.  | Premières touches                      | Rockin'Squat                                    |       |
| 2.  | Sérieux dans nos affaires              | Wax, Rockin'Squat                               |       |
| 3.  | Classik                                | DJ Mehdi, Rockin'Squat                          |       |
| 4.  | Touche d'espoir                        | Rockin'Squat, Mounir Belkhir                    |       |
| 5.  | Paris Théorie                          | Rockin'Squat, Franck Delour                     |       |
| 6.  | Underground connexion part.2           | Supernatural, Rockin'Squat, Franck Delour       |       |
| 7.  | Esclave 2000                           | Dj Mehdi, Rockin'Squat                          |       |
| 8.  | Rap For Real                           | R.A. the Rugged Man, Rockin' Squat, Nigga Niles |       |
| 9.  | État policier                          | Wax, Rockin'Squat                               |       |
| 10. | Condamné                               | Dawan, Rockin'Squat, Profecy                    |       |
| 11. | L'Entrave à nos jouissances (Ill Nana) | Wax, Rockin'Squat                               |       |
| 12. | $$$                                    | Pyroman, Rockin'Squat                           |       |
| 13. | En avant                               | Aro, Wax, Rockin'Squat                          |       |
| 14. | Trop de chose à dire                   | Radja, Rockin'Squat                             |       |
| 15. | On ne meurt pas                        | Tairo, Rockin'Squat, Radja                      |       |
| 16. | Au fond de mon cœur                    | Dj Mehdi, Rockin'Squat                          |       |
| 17. | Final Touch                            | Dj Mehdi, Rockin'Squat                          |       |

## Classements

### Classements hebdomadaire
| Classement (2000) | Meilleure position |
| ----------------- | ------------------ |
| France (SNEP)     | 11                 |